# Classics (álbum de Sarah Brightman)
Classics (en español: Clásicos) es el cuarto álbum recopilatorio de la cantante soprano Sarah Brightman, lanzado en noviembre de 2001. Esta producción está compuesta en parte por material publicado anteriormente, como "Time to Say Goodbye" y "Pie Jesu", y de nuevos títulos como "Ave María" y "Recuerdos de la Alhambra". Entertainment Weekly dio la calificación de B- al álbum aunque en momentos anteriores había catalogado a la artista como "una gran re-versionadora de canciones, en ves de cantante".
Classics se volvió a publicar en Europa en 2006, con el nuevo nombre de Classics: The Best of Sarah Brightman, con su misma carátula pero con una nueva lista de canciones.

## Lista de canciones
1. "Ave Maria" - 3:00
2. "La Wally" - 4:03
3. "Winter Light" - 3:17
4. "Anytime, Anywhere" - 3:19
5. "Recuerdos de la Alhambra" - 4:01
6. "Lascia ch'io pianga" - 3:30
7. "Dans la Nuit" - 2:45
8. "Serenade/How Fair This Place" - 3:25
9. "O Mio Babbino Caro" - 2:22
10. "La Luna" - 4:59
11. "Pie Jesu" - 3:44
12. "Figlio Perduto" - 4:39
13. "Nessun Dorma" - 3:52
14. "Baïlèro" - 3:13
15. "Time To Say Goodbye" (Versión en solitario) - 4:06